# Luboń
Luboń é um município da Polônia, na voivodia da Grande Polônia e no condado de Poznań. Estende-se por uma área de 13,51 km², com 31 196 habitantes, segundo os censos de 2016, com uma densidade de 2 309,1 hab/km².